# Luwus
Luwus is een bestuurslaag in het regentschap Tabanan van de provincie Bali, Indonesië. Luwus telt 3945 inwoners (volkstelling 2010).